# Роландс Пузуліс
Роландс Пузуліс (латис. Rolands Pužulis; 19 травня 1990) — латвійський біатлоніст, учасник юніорських  та звичайних чемпіонатів світу з біатлону.

## Виступи на Чемпіонатах світу
| Рік  | Міце проведення | Інд | Спр | Пр | МС | Ест | ЗМ |
| 2011 | Ханти-Мансійськ | 98  |     |    |    |     |    |

## Кар'єра в Кубку світу
- Дебют в кубку світу — 18 грудня 2010 року в спринті в Поклюці — 98 місце.

У біатлонному сезоні 2010-2011 Роландс брав участь лише двічі: першого разу він дебютував на етапах Кубка світу в Поклюці, а наступного разу дебютував вже на чемпіонаті світу в Ханти-Мансійську, і двічі показував 98 час.  

## Статистика стрільби
| № п/п | Сезон     | Загальна      | Індивідуальна гонка | Спринт       | Гонка переслідування | Мас-старт  | Естафета   |
| ----- | --------- | ------------- | ------------------- | ------------ | -------------------- | ---------- | ---------- |
| 1     | 2010-2011 | 83,3% (25/30) | 85,0% (17/20)       | 80,0% (8/10) | 0,0% (0/0)           | 0,0% (0/0) | 0,0% (0/0) |

## Статистика
У таблиці наведено статистику виступів біатлоніста в Кубку світу.
- Місця 1–3: кількість подіумів
- Чільна 10: кількість фінішів у першій десятці
- В очках: кількість виступів, на яких біатлоніст здобував очки
- Старти: кількість стартів
- Естафета: включно зі змішаною

| Місця                              | Індивід. | Спринт | Персьют | Мас-старт | Естафета | Разом |
| ---------------------------------- | -------- | ------ | ------- | --------- | -------- | ----- |
| 1                                  |          |        |         |           |          |       |
| 2                                  |          |        |         |           |          |       |
| 3                                  |          |        |         |           |          |       |
| Чільна 10                          |          |        |         |           |          |       |
| В очках                            |          |        |         |           |          |       |
| Стартів                            | 1        | 1      |         |           |          | 2     |
| Станом на: кінець сезону 2010/2011 |          |        |         |           |          |       |

## Виноски
1. ↑  В дужках наведена кількість влучних пострілів та загальна кількість пострілів. В статистиці стрільби рахуються постріли, які здійснив біатлоніст на етапах кубка світу та чемпіонаті світу